# Unabhängige Nachrichten
Unabhängige Nachrichten (UN) ist eine rechtsextreme Monatszeitschrift mit dem Untertitel „Wahrheit – Klarheit – Offenheit“, die seit 1969 erscheint und bundesweit vertrieben wird. Der Herausgeber des zwölfseitigen Heftes ist der „Freundeskreis Unabhängiger Nachrichten e.V.“ in Oberhausen. Verantwortliche im Sinne des Pressegesetzes ist Annette Kruse, die monatliche Auflage wird auf 10.000 Exemplare geschätzt. Das Heft wird bzw. wurde von der Gesellschaft Verlag + Agentur Werner Symanek (VAWS) in Bingen gedruckt und vertrieben.

## Geschichte
Die „Unabhängigen Nachrichten“ wurden im Jahr 1969 gegründet.
Im Jahr 2000 sorgte die UN für Aufregung, als sie sämtliche Schülerzeitungsredaktionen in der Bundesrepublik angeschrieben hatte. Bei dem Versuch der Kontaktaufnahme verschickte die UN ihr Propagandamaterial freizügig und kostenlos und bot eine Zusammenarbeit an. Der Verfassungsschutz des Landes Nordrhein-Westfalen warnte im Januar 2001 vor Werbeversuchen der rechtsextremistischen Publikation in Schulen. 2002 wurden erneut Schülerzeitungen angesprochen und ein Preis für die Erstellung von Aufsätzen zum Thema „Israel und das Völkerrecht“ ausgelobt.

## Inhaltliches Profil

### Einschätzung des Verfassungsschutzes NRW
Nach Einschätzung des Verfassungsschutzes Nordrhein-Westfalen aus dem Jahre 2007 befassten „sich die UN […] schwerpunktmäßig mit Artikeln, welche die Kriegsschuld Deutschlands leugnen, die Verunglimpfung der freiheitlichen demokratischen Grundordnung beinhalten und die angeblich fortdauernde ‚Umerziehung‘ der Deutschen durch die alliierten Siegermächte anprangern. Einzelne veröffentlichte Artikel stammen aus der Feder bekannter oder ehemals aktiver Neonazis.“ Weitere Standardthemen sind die Relativierung der deutschen Kriegsverbrechen sowie die „multikulturelle Gesellschaft“ oder die „Überfremdung“.

### Bekannte Autoren sind u.a.
- Johann Brandt
- Günter Deckert
- Lothar Greil
- Martin Jenke
- Wolfgang Juchem
- Friedhelm Kathagen
- Rolf Kosiek
- Alfred Mechtersheimer
- Inge Mikisch
- Edith Reimann
- Frank Rennicke
- Manfred Roeder
- Helmut Schröcke
- Wilhelm Stäglich
- Werner Symanek
- Bruno Unger
- Martin Voigt

In den letzten Jahren fand ein Generationswechsel innerhalb der Redaktion und des Autorenkreises statt, und jüngere Aktivisten aus dem Umfeld der NPD und der militanten Neonazi-Szene übernahmen das Ruder, ohne jedoch die Inhalte wesentlich zu verändern.
Die publizistische Gestaltung zahlreicher Artikel in den UN folgt stets dem gleichen Muster: Aktuelle und historische Aussagen bzw. Artikel oder Interviews aus der Tagespresse und aus Archiven oder anderweitigen Medien werden für einen unbefangenen Leser neutral wiedergegeben, die in der Gesamtdarstellung dann jedoch in die eigentlich gewollte politische Aussage einfließen. Durch die assoziative Verknüpfung der grundlegenden abstrakten Komponenten rechtsextremistischer Angsttheorien von Kulturimperialismus, Plutokratie, Zionismus und aggressivem Globalismus als vermeintlichem Ausgangspunkt der weltpolitischen Problemfelder suggeriert die UN ein unmittelbares Bedrohungspotenzial, das durch permanente Hinweise auf angeblich ungerechtfertigte Zahlungen Deutschlands an ausländische Personen und Organisationen um einen behaupteten ursächlichen Zusammenhang mit der gegenwärtigen wirtschaftspolitischen Situation erweitert wird und damit für den Einzelnen konkrete Formen annimmt.

## Jugendliche Zielgruppe
Die starke Ausrichtung auf ein junges Publikum und die Schule im Besonderen zeigt auch die häufig aktualisierte Website. Diese wurde etwa 1999 eingerichtet, der Schatzmeister Georg Linke zeichnet dafür verantwortlich. Die Website wird von zahlreichen anderen rechtsextremen Websites verlinkt, aber auch das rechtskonservative Studienzentrum Weikersheim hatte eine Zeitlang einen Link auf die Website der UN gelegt.
Auf der Website erscheinen unregelmäßig Ausgaben der Reihe „Auf dem Stundenplan – Ersatzblätter für fehlende oder verfälschte Schulbücher“, eine sich speziell an Schüler und Lehrer richtende Kommentierung von geschichtlichen und tagespolitischen Ereignissen, die in Printform schon seit 1983 angeboten wird. Das Impressum der Website verweist auf eine „Stundenplan-Redaktion“ der UN. Angemeldet ist die Domain auf Mario Klostermann, „Stützpunktleiter“ des NPD-Kreisverbandes Essen.
Durch die Themenauswahl und die vorgegebene tendenziöse Fragestellung innerhalb einer abschließenden Aufforderung und Anleitung zur Vorbereitung und Durchführung von Projektstunden im Unterricht sollen rechtsextremistisch geprägte Auslegungen vermittelt und bestehende unerwünschte Lehrpläne mit entsprechenden Lernerfolgen im Vorfeld blockiert werden. Dabei wird geschickt suggeriert, es würden wissenschaftlich gesicherte Erkenntnisse veröffentlicht. Textpassagen aus anerkannten Unterrichtswerken, wie etwa „Geschichtliche Weltkunde“ aus dem Diesterweg-Verlag, werden Aussagen aus einschlägigen „revisionistischen“ Publikationen gegenübergestellt. Anschließend wird die Behauptung aufgestellt, das im Unterricht vermittelte Geschichtsbild basiere auf Fälschungen, die die „Zersetzung des deutschen Selbstgefühls“ zum Ziel hätten.
Themen der ‚Ersatzblätter’, in denen das ganze Spektrum geschichtsrevisionistischer, von völkisch-nationalistischer Ideologie geprägter Betrachtungsweise der rechtsextremen Szene angeboten wird und die häufig auch den regulären UN-Ausgaben als Sonderdrucke beigelegt werden, waren zum Beispiel:
- „Deutschland wollte Frieden. Die 16 Punkte der deutschen Reichsregierung vom 31.8.1939“
- „Die Umerziehung – Über die Methodik der Umerziehung von Einzelnen und Völkern“
- „Israel und das Völkerrecht: Beispielhafte UNO-Resolutionen zum Nahostkonflikt“

und in jüngster Zeit:
- „Was man für den Politik-Unterricht wissen sollte: Verschwiegene Wahrheiten zum US-Aufmarsch am Golf“
- „Der Irak-Krieg und das Völkerrecht: Angriffskrieg ist ein Verbrechen gegen den Weltfrieden“

## Jugendkultur und erweiterte Anschlussnahme
Auch an anderer Stelle versuchen die UN Fuß zu fassen. Im Oktober 2003 erhielt ein Sportverein in der Oberlausitz ein Schreiben der UN, das pauschal an „Vorstände und Mitglieder deutscher Fußballvereine“ gerichtet war und in dem für die Zeitschrift und deren weitere Verbreitung geworben wurde. In dem Schreiben wurden die „Zuwanderungspolitik und die Abgabe unseres nationalen Selbstbestimmungsrechts an die EU“ angeprangert. Unter anderem wird beklagt, dass die Deutschen in den Bundesligamannschaften bereits eine Minderheit seien und somit von einer „deutschen Meisterschaft“ nicht mehr gesprochen werden könne. An die Fußballvereine erging daher der Aufruf, man solle sich „eben doch etwas mehr um Politik kümmern, bei aller Liebe zum Fußball oder gerade deswegen!“ Hierfür liefere die UN „das nötige Hintergrundwissen, das von den Massenmedien wegen der ‚politischen Korrektheit’ oft verschwiegen wird“.